# Движение в поддержку халифата
Движение в поддержку халифата (1919—1924) — панисламистская политическая кампания, проводившаяся мусульманами в Британской Индии с целью оказать давление на британское правительство по вопросам, связанным с судьбой Османской империи после Первой мировой войны.

## Предыстория
Титул халифа — высший политический и религиозный титул, согласно многим вариантам мусульманского закона — долгое время почитался в разных местах, от Багдада до Каира, а затем его носителем стал султан Османской империи. Именно в Стамбул обратился в 1780-х годах Типу Султан за подтверждением права царствовать в Майсуре.
В конце XIX века османский султан Абдул-Хамид II стал поддерживать идеологию панисламизма и распространять панисламистские идеи в Центральной и Южной Азии, а главный идеолог панисламизма Джалал-ад-дин Афгани в 1879—1882 годах жил в Индии. Когда Османская империя вступила в Первую мировую войну на стороне Германии, некоторые мусульмане из индийской армии отказывались воевать против турецкой армии, представлявшей их духовного вождя. Британцы успокаивали их, обещая, что интересы халифата будут учтены при заключении мирного договора; однако сторонников халифата держали во время войны под особым надзором.
В 1918 году, заключив Мудросское перемирие, Османская империя вышла из войны, после чего начался её распад.

## Движение
В 1919 году индийские сторонники халифата были выпущены на свободу. Опасаясь, что новое индийское правительство будет неспособно на серьёзные решения, Моулана Мохаммад Али, его брат Моулана Шаукат Али, а также Мухтар Ахмед Ансари, Джан Мухаммад Джунеджо, Хасрат Мохани, Абул Калам Азад, Хаким Аджмал Хан создали Всеиндийский комитет в поддержку халифата. Тем временем в Турции началась война между турецкими националистами и странами Антанты.
Произошедшая в 1919 году третья англо-афганская война, завершившаяся поражением англичан, вдохновила индийских мусульман на противостояние колонизаторам. В 1920 году по Севрскому мирному договору у Турции были отняты священные для мусульман места в арабских странах. В ответ индийские сторонники халифата, заключив союз с Индийским национальным конгрессом, начали предложенную Ганди кампанию гражданского неповиновения. Ветераны индийской армии возвращали боевые награды, отвергались чины и должности, бойкотировались школы и государственные учреждения. 30 тысяч мусульман бежали из Пенджаба от «правительства неверных» к своим братьям по вере в Афганистан.
На чрезвычайной сессии Индийского национального конгресса в сентябре 1920 года была одобрена программа Ганди. Ганди выдвинул лозунг «Независимость в течение года!». Заметным эпизодом явился бойкот визита в Индию принца Уэльского (будущего короля Эдуарда VIII): он высадился в Бомбее 17 ноября 1921 года, встреченный бурными демонстрациями протеста. Демонстрации 17-21 ноября прошли по всей стране, в них приняли участие все видные деятели Конгресса и Халифатистского комитета. В ходе этих демонстраций было арестовано свыше 2 тысяч человек, в том числе Мотилал Неру, Джавахарлал Неру, Шаукат Али, Мухаммад Али, Лала Ладжпат Рай и многие другие.
Тем не менее индуистско-мусульманское единство было непрочным. Идея халифата работала не на независимость Индии, а на независимость исламского мира, она нацеливала на борьбу со всеми «неверными», в том числе и с индуистами.

### Восстаниемапилла
Мапилла (мопла) — это мусульманская община в округе Малабар Мадрасского президентства. В массе своей мапилла были бедными арендаторами на землях индусов. В течение XIX века мапилла 26 раз поднимали восстания, и халифатская пропаганда упала здесь на подготовленную почву. В сентябре 1921 года здесь вспыхнуло восстание, направленное прежде всего против помещиков, но вылившееся в кровавую резню всех индусов. Восставшие провозгласили создание Халифата во главе с 70-летним Али Мусальяром. Затем во главе восстания встал Хаджи Кун Ахмед. Англичанам пришлось мобилизовать значительные военные силы, и к концу 1921 года восстание было подавлено. В ходе операции 3266 мапилла были убиты, 1625 — ранены, 30 тысяч сдались в плен, Кун Ахмед был расстрелян. Англичане потеряли 43 человека убитыми и 126 ранеными. Это восстание стало одним из эпизодов, вызвавших раскол между индусами и мусульманами в последующие годы.

## Провал
4 февраля 1922 года в деревне Чаури-Чаура участники мирного митинга, проводившегося в рамках кампании несотрудничества, были обстреляны полицией. Возмущённая толпа заперла полицейских в здании и сожгла их. Погиб 21 полицейский вместе с офицером. Ганди расценил этот инцидент как показатель того, что массы не созрели для ненасильственных действий, и решил прекратить кампанию.
Подавляющее большинство участников движения, в том числе его руководителей, были возмущены поступком Ганди и деморализованы. Они считали, что он предал движение в тот момент, когда оно приобрело наибольший размах и вскоре должно было победить (в феврале 1922 года англо-индийское правительство Индии было вынуждено потребовать у правительства метрополии пересмотра условий Севрского договора).
В декабре 1922 года Читтаранджан Дас был избран новым председателем Индийского национального конгресса, но так как его программа была отклонена 2/3 голосовавших, то он сложил с себя полномочия, а 1 января 1923 года вместе с Мотилалом Неру создал Конгресс-халифатистскую партию свараджа. На выборах 1923 года свараджисты завоевали 45 мест из 105 избираемых в центральном Законодательном собрании и получили серьёзные позиции в законодательных собраниях Бенгалии, Бомбея, Соединённых провинций и Центральных провинций. Когда в 1924 году Ганди был освобождён из тюрьмы, то было решено, что свараджисты будут вести работу в законодательных собраниях от имени Индийского национального конгресса.
Тем временем в Турции силы Мустафы Кемаля установили светскую республику и ликвидировали халифат. У индийских мусульман исчезла цель: «они направили свою повозку на полумесяц халифата, а в результате только прокатились по парку». После этого мусульмане Индии ещё десять лет собирались с духом прежде, чем объединиться вновь.